# Кушела (Ленінградська область)
Кушела (рос. Кушела) — присілок у Сланцевському районі Ленінградської області Російської Федерації.
Населення становить 43 особи. Належить до муніципального утворення Вискатське сільське поселення.

## Історія
Згідно із законом від 1 вересня 2004 року № 47-оз належить до муніципального утворення Вискатське сільське поселення.

## Населення
1. Н/Д[2]

1. Н/Д[3]